# NGC 1687
NGC 1687 este o emission-line galaxy⁠(d) situată în constelația Dalta. A fost descoperită în 8 ianuarie 1836 de către John Herschel. Se află la o distanță de 59,43 de megaparseci de Pământ.